# Хатчинсон, Эндрю
Э́ндрю Ха́тчинсон (англ. Andrew Hutchinson; род. 24 марта 1980, Эванстон) — американский хоккеист, защитник.

## Карьера
На драфте НХЛ 1999 года выбран во 2 раунде под общим 54 номером командой «Нэшвилл Прэдаторз». 29 июля 2005 года обменян в «Каролину Харрикейнз».

## Награды
- Обладатель Кубка Колдера, 2004 («Милуоки Эдмиралс»)
- Обладатель Кубка Стэнли, 2006 («Каролина Харрикейнз»)

## Статистика
```
                                            --- Regular Season ---  ---- Playoffs ----
Season   Team                        Lge    GP    G    A  Pts  PIM  GP   G   A Pts PIM
--------------------------------------------------------------------------------------
1997-98  US Jr. National Team        USHL   15    0    7    7    8  --  --  --  --  --
1998-99  Michigan State University   NCAA   37    3   12   15   26
1999-00  Michigan State University   NCAA   42    5   12   17   64
2000-01  Michigan State University   NCAA   42    5   19   24   46
2001-02  Michigan State University   NCAA   39    6   16   22   24
2001-02  Milwaukee Admirals          AHL     5    0    1    1    0  --  --  --  --  --
2002-03  Toledo Storm                ECHL   10    2    5    7    4  --  --  --  --  --
2002-03  Milwaukee Admirals          AHL    63    9   17   26   40   3   1   0   1   0
2003-04  Milwaukee Admirals          AHL    46   12   12   24   39  22   5  11  16  33
2003-04  Nashville Predators         NHL    18    4    4    8    4  --  --  --  --  --
2004-05  Milwaukee Admirals          AHL    76   10   35   45   79   7   1   3   4   8
2005-06  Carolina Hurricanes         NHL    36    3    8   11   18  --  --  --  --  --
2006-07  Carolina Hurricanes         NHL    41    3   11   14   30  --  --  --  --  --
--------------------------------------------------------------------------------------
         NHL Totals                         95   10   23   33   52

```